# アレクシウス・フリードリヒ・クリスティアン (アンハルト＝ベルンブルク公)

アレクシウス・フリードリヒ・クリスティアンのモノグラム

アレクシウス・フリードリヒ・クリスティアン（Alexius Friedrich Christian, 1767年6月12日 - 1834年3月24日）は、アンハルト＝ベルンブルク侯（在位：1796年 - 1807年）、のち初代アンハルト＝ベルンブルク公（在位：1807年 - 1834年）。

## 生涯
アレクシウス・フリードリヒ・クリスティアンは、1767年6月12日にアンハルト＝ベルンブルク侯フリードリヒ・アルブレヒトと、シュレースヴィヒ＝ホルシュタイン＝ゾンダーブルク＝プレーン公フリードリヒ・カールの娘ルイーゼ・アルベルティーネの一人息子としてバレンシュテットで生まれた。 
アレクシウスと妹のパウリーネは幼い頃から優れた教育を受けた。1796年に父親が亡くなった後、アンハルト＝ベルンブルク侯領を継承した。
アンハルト＝ベルンブルクの領土は、1年後の1797年にアンハルト＝ツェルプスト侯領が正式に分割され、その一部が統合されたことにより拡大した。アレクシウスは、アンハルト＝ツェルプスト侯領の1/3を占めるコスヴィヒとミューリンゲンの町を譲り受けた。1812年、分家のアンハルト＝ベルンブルク＝シャウムブルク＝ホイム侯家が消滅すると、アレクシウスはホイムとプロイセンの飛び地の一部を相続した。
アレクシウスは多くの教会や学校を建設し教育を改善した。特に侯領が新たに獲得した地域における道路網の拡大に関心を示した。鉱業および冶金業もアレクシウスの政策から恩恵を受けた。アレクシウスは、後に破壊されたベルンブルク（ザーレ川）のザーレ橋など、いくつかの大規模な建設事業を開始した。1810年にゼルケタールにアレクシスバートを建設し、その後プロイセン地方のゲルンローデにベリンガー・バートを建設した。
宗教に関しては、寛容で賢明であった。1820年、アレクシウスは改革派とルター派の信仰を侯領の正式の宗教であると宣言した。1826年にドイツ関税同盟に参加し、1829年に孤児、未亡人および使用人のための民間基金を設立した。
1807年、皇帝フランツ2世はアレクシウスを公爵に昇格させた。神聖ローマ帝国の解体後、アレクシウスは親族のアンハルト＝デッサウ公およびアンハルト＝ケーテン公とともにライン同盟に加わった。アレクシウスの軍隊の一部はナポレオンのためにチロル、スペイン、ロシア、グダニスク、クルムで戦った。1813年12月13日にライン同盟を脱退し、1814年と1815年に同盟国とともにベルギーとフランスに軍隊を派遣した。1815年6月8日、ドイツ連邦に加盟した。
アレクシウス・フリードリヒ・クリスティアンは1834年3月24日にバレンシュテットで死去した。

## 結婚と子女
1794年11月29日、アレクシウス・フリードリヒ・クリスティアンはカッセルにおいて、ヘッセン選帝侯ヴィルヘルム1世の娘マリー・フリーデリケ（1768年9月14日 - 1839年4月17日）と結婚した。2人の間には4子が生まれた。
- カタリーネ・ヴェルヘルミーネ（1796年1月1日 カッセル - 1796年2月24日 カッセル）
- ヴェルヘルミーネ・ルイーゼ（1799年10月30日 バレンシュテット - 1882年12月9日 エラー城） - 1817年11月21日にフリードリヒ・フォン・プロイセンと結婚[1]
- フリードリヒ・アマデウス（1801年4月19日 バレンシュテット - 1801年5月24日 バレンシュテット）
- アレクサンダー・カール（1805年 - 1863年） - アンハルト＝ベルンブルク公[1]

夫婦関係はうまくいかず、夫婦は1817年に離婚した。
1818年1月11日にバレンシュテットにおいて、ドロテア・フリーデリケ・フォン・ゾンネンベルク（1781年1月23日 - 1818年5月23日）と2度目の結婚をし、ドロテアは結婚後間もなくホイム男爵夫人とされた（ドイツ語：Frau von Hoym）。 この結婚はからわずか4か月後にドロテアは死去した。
1819年5月2日にベルンブルクにおいて、2番目の妃の妹であるエルネスティーネ・シャルロッテ・フォン・ゾンネンベルク（1789年2月19日 - 1845年9月28日）と3度目の結婚をした。ドロテアと同様に、エルネスティーネも結婚式の直後にホイム男爵夫人とされた。この結婚で子供は生まれなかった。